# لارين نيومان
لارين نيومان (مواليد 2 مارس 1952) هي ممثلة وكاتبة أمريكية، أشتهرت لدورها في برنامج ساترداي نايت لايف.

## روابط خارجية
- لارين نيومان على موقع IMDb (الإنجليزية)
- لارين نيومان على موقع ميتاكريتيك (الإنجليزية)
- لارين نيومان على موقع روتن توميتوز (الإنجليزية)
- لارين نيومان على موقع قاعدة بيانات الأفلام العربية
- لارين نيومان على موقع ألو سيني (الفرنسية)
- لارين نيومان على موقع ميوزك برينز (الإنجليزية)
- لارين نيومان على موقع أول موفي (الإنجليزية)
- لارين نيومان على موقع قاعدة بيانات برودواي على الإنترنت (الإنجليزية)
- لارين نيومان على موقع قاعدة بيانات الأفلام السويدية (السويدية)
- لارين نيومان على موقع إن إن دي بي (الإنجليزية)